# André Carnège
André Carnège  est un acteur français, né Eugène Alfred Cargemel à Nancy le 20 décembre 1890 et mort à Lagny-sur-Marne le 12 mai 1969.

## Filmographie
- 1926 : Le Miracle de Lourdes de Bernard Simon
- 1931 : Pour un sou d'amour de Jean Grémillon : Max-Adolphe Préchard
- 1935 : La Banque Némo de Marguerite Viel : l'inspecteur
- 1934 : Les Nuits moscovites d'Alexis Granowsky : le commissaire du gouvernement
- 1934 : Un train dans la nuit de René Hervil
- 1936 : Anne-Marie de Raymond Bernard : le général
- 1936 : Les Deux Gamines de René Hervil et Maurice Champreux
- 1936 : Les Hommes nouveaux de Marcel L'Herbier : le commandant
- 1936 : Tarass Boulba d'Alexis Granowsky : un Polonais
- 1937 : Double crime sur la ligne Maginot de Félix Gandéra
- 1937 : Gueule d'amour de Jean Grémillon : le capitaine
- 1937 : Tamara la complaisante de Félix Gandéra et Jean Delannoy : Simoën
- 1938 : La Goualeuse de Fernand Rivers : le secrétaire
- 1938 : Katia de Maurice Tourneur : le grand-duc
- 1938 : Le Paradis de Satan de Félix Gandéra et Jean Delannoy : Vasco
- 1938 : Le Patriote de Maurice Tourneur : Zoubov
- 1938 : Prisons de femmes de Roger Richebé : le chirurgien
- 1939 : Pièges de Robert Siodmak
- 1939 : Les Trois Tambours de Maurice de Canonge : le commandant Durand-Fargue
- 1939 : La Tradition de minuit de Roger Richebé
- 1941 : Ce n'est pas moi de Jacques de Baroncelli
- 1941 : Madame Sans-Gêne de Roger Richebé : Savary
- 1941 : Mademoiselle Swing de Richard Pottier : le directeur du journal
- 1941 : Mam'zelle Bonaparte de Maurice Tourneur : Alexandre Dumas
- 1941 : Montmartre-sur-Seine de Georges Lacombe
- 1941 : Opéra-Musette de René Lefèvre et Claude Renoir
- 1942 : Fièvres de Jean Delannoy : le médecin
- 1942 : Coup de feu dans la nuit de Robert Péguy : le président des assises
- 1942 : Forte Tête de Léon Mathot : l'inspecteur
- 1942 : Haut-le-Vent de Jacques de Baroncelli
- 1942 : L'Homme sans nom de Léon Mathot
- 1942 : Huit Hommes dans un château de Richard Pottier : le juge d'instruction
- 1942 : Mermoz de Louis Cuny
- 1942 : Pontcarral, colonel d'Empire de Jean Delannoy : le procureur du roi
- 1943 : Monsieur des Lourdines de Pierre de Hérain : le notaire
- 1943 : Échec au roy de Jean-Paul Paulin
- 1943 : La Malibran de Sacha Guitry : le médecin
- 1943 : Le Soleil de minuit de Bernard Roland : Kouratov
- 1944 : L'Île d'amour de Maurice Cam : le juge d'instruction
- 1944 : La Rabouilleuse de Fernand Rivers, d'après le roman d'Honoré de Balzac
- 1944 : Le Bossu de Jean Delannoy
- 1944 : L'Enfant de l'amour de Jean Stelli
- 1944 : Paméla de Pierre de Hérain
- 1945 : Jéricho d'Henri Calef : l'aumônier allemand
- 1945 : Mission spéciale de Maurice de Canonge (film tourné en deux époques) : le contrôleur général
- 1946 : La Maison sous la mer d'Henri Calef - (Le patron du bistrot)
- 1947 : Les Chouans d'Henri Calef : Fréhel
- 1947 : Miroir de Raymond Lamy : Montfort, le médecin légiste
- 1947 : Le Dessous des cartes d'André Cayatte : Welford
- 1947 : Les jeux sont faits de Jean Delannoy : le ministre de la justice
- 1948 : Les Eaux troubles d'Henri Calef
- 1948 : Retour à la vie de Jean Dréville (sketch Le Retour de René) : le colonel
- 1948 : Le Secret de Mayerling de Jean Delannoy : le docteur
- 1948 : Tous les deux de Louis Cuny
- 1948 : Les Bienfaits de Monsieur Ganure d'André Hugon (court métrage)
- 1949 : La Souricière d'Henri Calef : le bâtonnier
- 1949 : Vient de paraître de Jacques Houssin : Félix
- 1950 : Orphée de Jean Cocteau : le juge
- 1950 : Le Château de verre de René Clément : le secrétaire
- 1950 : Meurtres ? de Richard Pottier : le procureur
- 1950 : Passion de Georges Lampin : le président de la cour
- 1950 : La Peau d'un homme de René Jolivet
- 1951 : Identité judiciaire d'Hervé Bromberger : le directeur de la P.J.
- 1951 : Gibier de potence de Roger Richebé : le frère Bénédict
- 1951 : Jocelyn de Jacques de Casembroot : le supérieur de l'ancien séminaire
- 1952 : Le Boulanger de Valorgue d'Henri Verneuil : le sous-préfet
- 1952 : Cent francs par seconde de Jean Boyer : un actionnaire
- 1952 : La Fugue de monsieur Perle de Roger Richebé
- 1952 : Rayés des vivants de Maurice Cloche
- 1953 : Le Grand Pavois de Jack Pinoteau : le ministre

## Théâtre
- 1924 : Ysabeau de Paul Fort, mise en scène Firmin Gémier, Théâtre de l'Odéon
- 1940 : Si je voulais de Paul Géraldy, Robert Spitzer, Théâtre des Célestins
- 1945 : Rebecca de Daphne du Maurier, mise en scène Jean Wall,  Théâtre de Paris